# Afrotyphlops tanganicanus
Afrotyphlops tanganicanus là một loài rắn trong họ Typhlopidae. Loài này được Laurent mô tả khoa học đầu tiên năm 1964.